# ويليام هنري وايت
ويليام هنري وايت هو سياسي كندي، ولد في 21 أغسطس 1865، وتوفي في 11 يونيو 1930 بفورت ساسكاتشوان في كندا. حزبياً، نشط في الحزب الليبرالي الكندي. وقد انتخب عضو مجلس العموم الكندي (1909 – 1921).